# Cyrano de Bergerac
|  | Per a altres significats, vegeu «Cyrano de Bergerac (desambiguació)». |

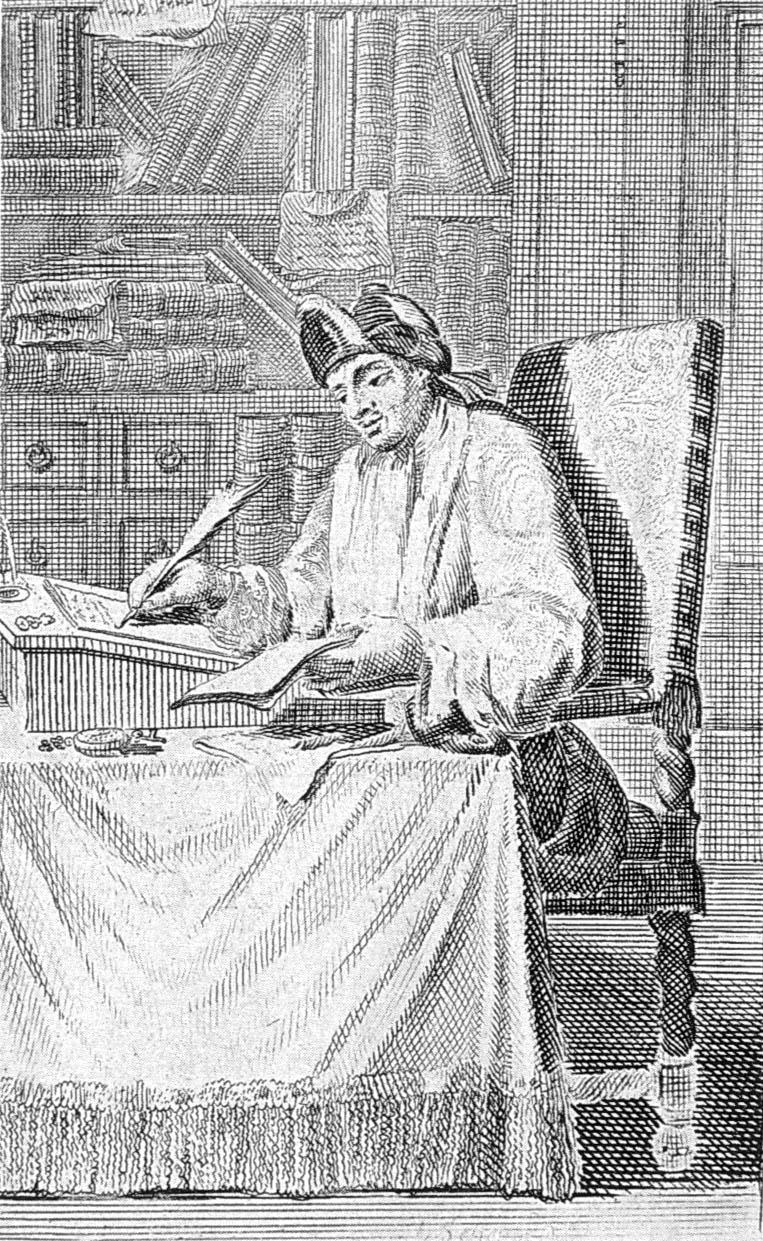
Cyrano de Bergerac

Hercule-Savinien Cyrano, conegut com a Cyrano de Bergerac (nascut el 6 de març de 1619 a París i mort el 28 de juliol de 1655), fou un escriptor francès.
Contemporani de Boileau i de Molière, poeta i lliurepensador, arrogant i fantasiós, signava els seus escrits amb noms més o menys imaginaris que ell feia seus. El 1638 adopta el nom de Bergerac, que corresponia a les terres que va poder comprar el seu avi (Savinien I de Cyrano) en enriquir-se amb el seu negoci de peixateria, i gràcies a la qual cosa la família d'Hercule-Savinien va entrar en el cercle de la menuda noblesa. En l'actualitat, és especialment conegut per l'obra de teatre homònima Cyrano de Bergerac d'Edmond Rostand (1868-1918).

## Biografia
Era el quart fill d'Abel Cyrano, advocat del Parlament, i d'Espérance Bellange. Va passar la major part de la seua infància a Saint-Forget (ara Yvelines). Es va traslladar a viure a París i allí va discórrer quasi tota la seua vida. Va escollir la vida militar, en què es va fer cèlebre per la seua espasa i els seus nombrosos duels. Es va retirar de la vida militar després de dos anys (1641), després de rebre una ferida en la gola durant el setge d'Arres, contra les tropes espanyoles, i va ser llavors que va començar a estudiar filosofia amb Pierre Gassendi.
Cyrano va ser un dels més importants escriptors del sis-cents francès, una personalitat veritablement eclèctica: novel·lista, dramaturg, autor satíric i epistològraf; abans de morir va escriure el primer capítol d'un Tractat de física. Va ser un llibertí, poc abans de morir volia liderar una avantguarda cultural, una nova filosofia de la vida.
Va ser molt discutit i controvertit, i considerat, successivament: "un màrtir lliurepensador" (Paul Lacroix); un "científic incomprès" (Pierre Jupont), "l'obra científica de Savinien de Cyrano "Cyrano de Bergerac" (1907); un "llibertí sense art ni part" (Lechevre); un "racionalista militant" (Weber), i "pretès alquimista" (Eugène Canseliet).

## Obres còmiques
Primer escrit conegut i reivindicat per Cyrano
Epístola del "jurament de París" del seu amant Charles Coypeau de Assoucy el 1648. El títol d'aquesta epístola és "Al ximple lector i no al savi" (Au sot lecteur et non au sage).
Les Entretiens pointus / Els comentaris aguts (1662)
Col·lecció menuda de vint-i-dos "punts", és a dir, un joc de paraules que no tenen més valor que el del seu efecte còmic, precedit per un prefaci en què Cyrano fa l'apologia del joc de paraules, assegurant que ell "adapta totes les coses a la manera que millor s'ajuste als seus desitjos, sense gens de consideració a la seua pròpia essència".

## Obres
- Les maçarinades (Les Mazarinades) - 1649
- La mort d'Agripina (La mort d'Agrippine) - 1653
- Cartes (Lettres) - 1654
- El pedant burlat (Le pédant joué) - 1654
- Los comentaris aguts (Les entretiens pointus)-1654
- L'altre món (L'autre monde) - 1650:
  - Història còmica dels estats i imperis de la Lluna (Histoire comique des États et empires de la Lune) - 1657[2]
  - Història còmica dels estats i imperis del Sol (Histoire comique des États et empires du Soleil) - 1662[2]
- El fragment de física (Le fragment de Physique) - 1662
- Viatge a la Lluna

## Traduccions al català
- L'altre món. Traducció de Martí de Riquer i Jordi Raventós. Martorell: Adesiara editorial, 2009.